# Olisthostrom

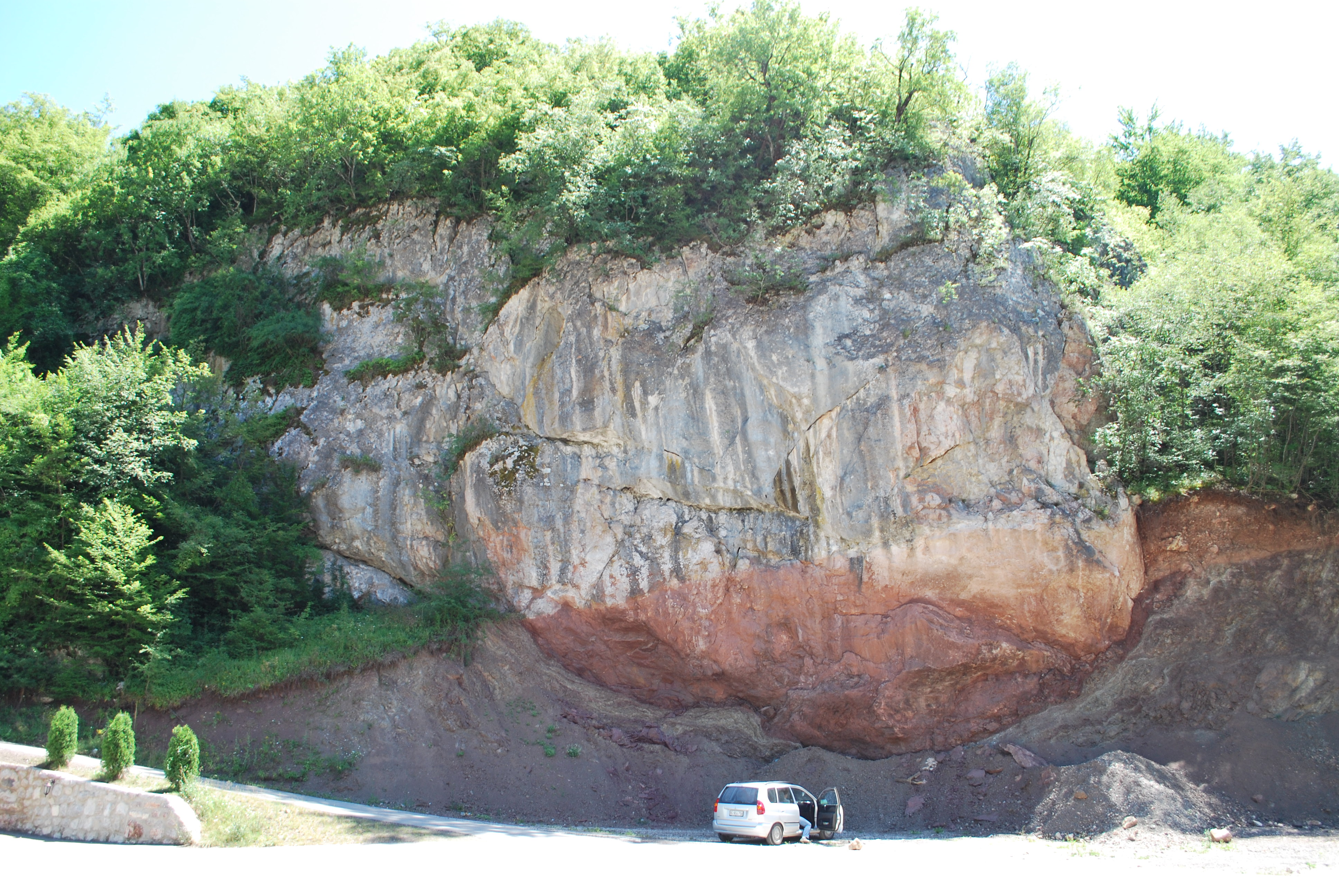
Olistholith in Serbien

Ein Olisthostrom (v. altgriech. ὀλίσϑημα olisthema  „das Gleiten“ und στρῶμα stroma „das Ausgebreitete“) ist eine ungeschichtete, chaotische, oft viele hundert Meter mächtige Gesteinsmasse, die als Ereignis einer subaquatischen Rutschung großer instabiler Massen auf flach geneigten Hängen ohne Fluidisierung (vollständige Auflösung des Materials bis auf Einzelkorngröße) entsteht.
Der Begriff wurde 1955 von G. Flores das erste Mal in der wissenschaftlichen Literatur für Ablagerungen auf Sizilien verwendet.
Olisthostrome sind typischerweise in Tiefsee-Sedimente wie Flysch- oder Molasseablagerungen eingeschaltet. Sie werden auch als die Absätze von Schlammströmen angesehen. Sie bestehen aus einer sandig-tonig-mergeligen Matrix und eingelagertem Schutt. Diese Gesteinsbruchstücke und Gesteinsfolgen unterschiedlicher Größen heißen Olistholith.
Olistholithe bestehen unklassiert und ungeordnet aus älteren eckigen Festgesteinen und aus während des Transport verformten Anteilen (Fremdgestein) und umfassen Größenordnungen vom Millimeter- bis Kilometer-Bereich:
In manche Olisthostrome sind sehr große, mehrere Kilometer große Bruchschollen und Trümmer eingelagert. Ein solcher Block wird nach einem Vorschlag von Dieter Richter (1973) als Olisthotrymma bezeichnet.
Noch größere, beim Abrutschen ganzer Schelfkanten entstehende Riesenbruchstücke, tragen den Namen Olisthoplaka. Ein Beispiel für solche riesigen Rutschmassen sind – nach heutiger Annahme – die Hallstätter Decken der nördlichen Kalkalpen (Tiefjuvavikum), Flachwasserkalke, die im Jura in das große Becken des Tirolikums eingeglitten seien dürften (und nicht durch direkte Alpenauffaltungsprozesse dem Tirolikum überschoben). Bei so großen Massen spricht man auch von Gleittektonik.